# Aéroport international de Victoria
L'aéroport international de Victoria (code IATA : YYJ • code OACI : CYYJ) dessert la ville canadienne de Victoria, capitale de la Colombie-Britannique. Il se situe sur la municipalité de North Saanich dans le Grand Victoria. Il est relié à la plupart des métropoles canadiennes et de la côte ouest des États-Unis. Le trafic atteint 1,6 million de passagers.

## Situation

### Carte des aéroports du Réseau National du Canada
| \| 300 km1:20 691 000 \| Calgary Charlottetown Edmonton Fredericton Gander Moncton Halifax Iqaluit Kelowna London Montréal–Mirabel Montréal–Trudeau Ottawa Prince George Québec Regina Saint-Jean Saskatoon Saint-Jean de T.-N. Thunder Bay Toronto Pearson Vancouver Victoria Whitehorse Winnipeg Yellowknife |
| 300 km1:20 691 000 |

## Statistiques
En 2023, la fréquentation de l'aéroport atteint 1,6 million de voyageurs.
Le graphique qui aurait dû être présenté ici ne peut pas être affiché car il utilise l'ancienne extension Graph, désactivée pour des questions de sécurité. Des indications pour créer un nouveau graphique avec la nouvelle extension Chart sont disponibles ici.

Voir la requête brute et les sources sur Wikidata.

## Compagnies aériennes et destinations
| Compagnies               | Destinations |
| ------------------------ | --- |
| Air Canada               | Toronto (Pearson) En saison: Montréal (P.-E.-Trudeau)                                                            |
| Air Canada Express       | Vancouver |
| Air North                | Vancouver, Whitehorse (E. Nielsen)                                                                               |
| Alaska Airlines          | Seattle-Tacoma                                                                                                   |
| Flair Airlines           | En saison: Calgary, Edmonton                                                                                     |
| Harbour Air              | En saison: Vancouver                                                                                             |
| Kenmore Air              | Friday Harbor (en)                                                                                               |
| Pacific Coastal Airlines | Kamloops, Kelowna, Prince George, Vancouver                                                                      |
| Porter Airlines          | Toronto (Pearson) En saison: Ottawa (Macdonald-Cartier)                                                          |
| WestJet                  | Calgary, Edmonton En saison : Cancún, Puerto Vallarta, Los Cabos, Toronto (Pearson), Winnipeg (J. A. Richardson) |
| WestJet Encore           | Calgary, Edmonton, Kelowna,Vancouver                                                                             |

Édité le 10/04/2025.